# Solstice (videogioco 1990)
Solstice: Alla ricerca dello scettro di Demnos è un videogioco rompicapo del 1990 sviluppato da Software Creations per Nintendo Entertainment System. Nel 1993 il gioco ha ricevuto un seguito per Super Nintendo Entertainment System dal titolo Equinox. Le musiche di Solstice sono curate da Tim Follin.